# Limit Abbego
Limit Abbego – maksymalna rozdzielczość w mikroskopii, gdzie zdolność rozdzielcza określona literą d definiowana jest jako stosunek długości fali (λ) padającego światła, do iloczynu sinusa kąta załamania theta i podwojonej wartości współczynnika załamania (2n). Granica dyfrakcji Abbego dla mikroskopu nazywana jest aperturą numeryczną (NA) (zobacz Apertura numeryczna) i we współczesnej optyce może osiągnąć około 1,4–1,6. Stąd inaczej granica Abbego (d), dla współczesnych mikroskopów, wynosi zgodnie ze wzorem {\displaystyle d={\frac {\lambda }{2n\sin \theta }}={\frac {\lambda }{2\mathrm {NA} }}} ok. d = λ / 2,8 .